# 三宅登之
三宅 登之（みやけ たかゆき、1965年3月26日 - ）は、日本の言語学者。専門は中国語学。
東京外国語大学総合国際学研究院（言語文化部門・言語研究系）教授。

## 略歴
- 1983年3月 修道高等学校卒業
- 1987年3月 東京外国語大学外国語学部卒業
- 1989年3月 東京外国語大学大学院外国語学研究科修士課程修了
- 1993年4月 新潟女子短期大学国際教養学科 講師
- 1997年4月 東京外国語大学外国語学部 講師
- 1999年4月 同 助教授
- 2008年10月 同 教授
- 2009年4月 現職（大学院重点化により所属変更）

## 著書
- 「行為連鎖の観点から見た中国語の“被”構文」『語学研究所論集』第14号 2009
- 「ニコニコ♪コニーちゃん」DVD，中国語監修、発売元：フジテレビKIDS，販売元：ポニーキャニオン 2009
- 『はなまる中国語』朝日出版社 2009